# Frédéric Krenc
Frédéric Krenc est un juriste belge, né à La Louvière le 11 mai 1978. Ancien avocat au barreau de Bruxelles, il est juge à la Cour européenne des droits de l'homme depuis le 13 septembre 2021.

## Carrière
Après des études de droit à l'Université catholique de Louvain (1996-2001) et une année d'études spécialisées en droit européen à l'Université de Gand (2001-2002), il entame sa carrière professionnelle au barreau de Bruxelles en 2002, auprès de Me Pierre Lambert. Il devient en 2005 secrétaire général de l'Institut des droits de l'homme du barreau de Bruxelles. Il siège comme arbitre au sein de la Cour belge d'arbitrage pour le sport de 2013 à 2021.  
Parallèlement à sa carrière au barreau, il développe une activité scientifique à l'Université autour des droits de l'homme et du droit public. Depuis 2008, il enseigne le droit du procès équitable à l'Université catholique de Louvain. En 2014, il devient directeur de la Revue trimestrielle des droits de l’homme dont le comité scientifique compte des noms prestigieux comme Robert Badinter, Mireille Delmas-Marty ou Jean-Paul Costa.  
Devenu avocat honoraire à la suite de son élection à la Cour européenne des droits de l'homme, il préside actuellement le comité scientifique de la Revue trimestrielle des droits de l'homme. 

### Juge à la Cour européenne des droits de l'homme
Le 20 avril 2021, il est élu juge à la Cour européenne des droits de l'homme par l'Assemblée parlementaire du Conseil de l'Europe,, succédant à Paul Lemmens,. Il est le sixième juge belge à la Cour après Henri Rolin (1959-1973), Walter-Jean Ganshof Van Der Meersch (1973-1986), Jan De Meyer (1986-1998), Françoise Tulkens (1998-2012) et Paul Lemmens (2012-2021).

## Publications

### Ouvrages
*Une Convention et une Cour pour les droits fondamentaux, la démocratie et l'Etat de droit en Europe, LGDJ-Anthemis, 2023.
*Le droit à un procès équitable dans la jurisprudence de la Cour européenne des droits de l'homme, 2ème édition, Anthemis, 2023.
*Les mesures provisoires devant la Cour européenne des droits de l’homme, Larcier, 2011.

### Articles
*"The European Convention on Human Rights: pillars, shifts, and challenges", Human Rights Law Review, 2025.
*"La Convention européenne des droits de l’homme: un ‘instrument vivant’ pour les générations actuelles et futures", 2023 .
*"La Cour européenne des droits de l’homme: prétoire pour les contentieux environnementaux et climatiques?", Liber amicorum Robert Spano, Anthemis, 2022.
*"L’État de droit : une exigence à clarifier, un édifice à préserver", Revue trimestrielle des droits de l’homme, 2021.
*"Comment concilier, à l'ère du numérique, le principe de publicité des décisions de justice avec le droit au respect de la vie privée", Liber amicorum Linos-Alexandre Sicilianos, 2020.
*"L’acceptabilité des arrêts de la Cour européenne des droits de l’homme par les Etats parties: un défi permanent", Revue trimestrielle des droits de l’homme, 2020.
*"L'indépendance du juge. Retour aux fondements d'une garantie essentielle d'une société démocratique", Liber amicorum Guido Raimondi, 2019.
*"Dire le droit, rendre la justice. Quelle Cour européenne des droits de l’homme?", Revue trimestrielle des droits de l’homme, 2018.
*"La liberté d’expression vaut pour les propos qui ‘heurtent, choquent ou inquiètent’. Mais encore?", Revue trimestrielle des droits de l’homme, 2016.
*"La protection des données à caractère personnel et le droit à l’oubli», Mélanges en l’honneur de Dean Spielmann, 2015.

## Presse
*"Peut-on qualifier la Belgique de "bonne élève" des droits humains ?"
*"Terugkijken op twee jaar als rechter in Straatsburg"
*"In a Europe in democratic crisis, Reykjavik Summit will be “crucial” for European Court of Human Rights"
*"Le Sommet du Conseil de l'Europe à Reykjavik sera crucial" pour la Cour européenne des droits de l'homme